# Frederik Zäll
Frederik Zäll, född 10 november 1975, är gitarrist i det svenska bandet Eskobar från Åkersberga tillsammans med sångaren Daniel Bellqvist och trummisen Robert Birming.
År 2004 var han med och grundade Gifprod som är ett svenskt musikvideo- och filmproduktionskompani. Fredrik Zäll är även känd för sitt arbete i matlagnings industrin och har skrivit circa 30 storsäljande kokböcker. Han var även tv4 kock och öppnade en Texas smoke house  våren 2020 i Åkersberga vid namn av Zälls smokehouse. Dock så kunde inte restaurangen hållas i drift länge då den hade en oturlig start och drabbades hårt av corona pandemin samt en lågkonjunktur. Restaurangen stängdes ned 2022 och del ägaren Peter Bilow skrev i mejl att det stängdes på grund av brist på tid eller ork.